# Республіка Сале
Республіка Салѐ (араб. جمهورية سلا), відома також як Республіка Бу-Регрег (араб. جمهورية بورقراق) — корсарське місто-держава, олігархічна республіка, що існувала в XVII столітті в містах Сале і Нове Сале (сучасний Рабат) на території Марокко і була повністю незалежна від марокканських султанів в період з 1627 по 1668 рік. Розташовувалась в гирлі річки Бу-Регрег і була заснована морисками, вигнанцями з іспанських регіонів Естремадура і Андалусія. Мориски були нащадками мусульман (арабів і берберів), які були примусово або добровільно навернені в християнство, але тим не менш потрапили під масову депортацію в часи іспанської інквізиції. Основною комерційною діяльністю республіки під час її короткого існування в XVII столітті були работоргівля та піратство.

## Історія
Своє походження республіка бере від початку XVII століття. Її виникнення тісно пов'язано з декількома хвилями іммігрантів, які прибули в Сале.

### Прибуття орначерос

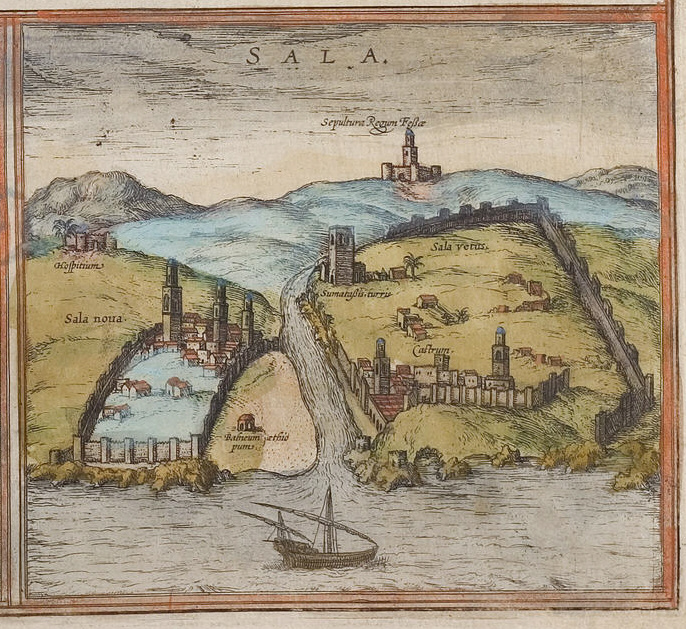
Сале (ліворуч від гирла річки Бу-Регрег) і Касба Удая та Нове Сале (праворуч). Гравюра XVII ст.

Ще до виходу в 1609 році указів короля Філіпа III про вигнання морисків з Іспанії, наприкінці XVI ст. в Сале прибуло приблизно 3 тис. заможних морисків з міста Орначос в провінції Естремадура на заході Іспанії.
Культурні та мовні відмінності між корінним населенням Сале і морисками з Іспанії привели до того, що нові прибульці оселилися не в самому Сале, а на протилежному (лівому) березі Бу-Регрег — на руїнах стародавньої фортеці Касба Удая. Мориски, що прибули з Естремадури здебільшого зберегли вірність арабській мові. Вони залишили Іспанію ще до видання декретів про вигнання морисків, тож їм вдалося вивезти з собою своє майно. Завдяки своєму багатству та впливу, «орначерос» (вихідці з Орначоса) грали провідну роль політиці регіону до 1630 року.

### Прибуття андалузців
Причинами другої хвилі імміграції стали укази короля Філіпа III (1609—1610 рр.), які зобов'язали кожного жителя Іспанії, що будь-коли сповідував іслам (хоча б і вже навернених до християнства), «негайно залишити країну». Загальна кількість іспанських біженців у Марокко досягла 40 тисяч осіб і десь приблизно 10 тисяч з них опинилася у Сале. Новоприбулі вихідці з Андалусії, говорили переважно іспанською і, на відміну своїх попередників, оселитися не в самій Касбі, а навколо неї. Це нове поселення андалузців навколо Касби отримало назву «Нове Сале» (сучасний Рабат — столиця Королівства Марокко).
Вигнанці ставились дуже ворожо до іспанців і були достатньо заможніми, що дозволило їм придбати декілька кораблів. Таким чином, одним з основних промислів, яким розпочали займатись нові прибульці до Сале стало піратство, головною ціллю якого стало іспанське судоплавство.

### Прибуття корсарів з Аль-Мамори

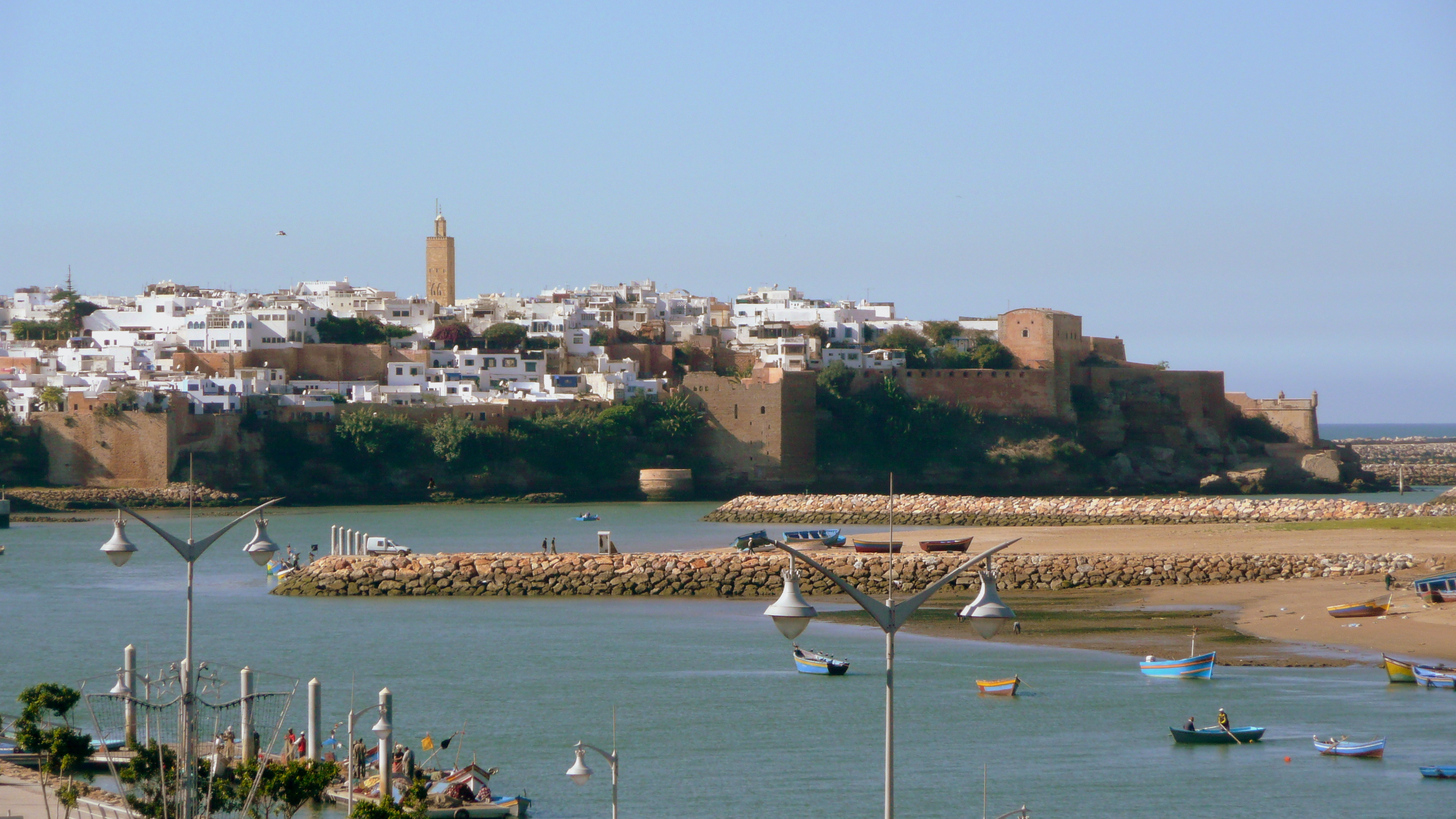
Касба Удая в Новому Сале (Рабаті) зі сторони гирла Бу-Регрег

Завоювання іспанцями Аль-Мамори (сучасна Мехдія) в 1614 році спричинило приплив нової хвилі втікачів в Нове Сале, цього разу це були досвідчені корсари і пірати усіх національностей, які до іспанського завоювання використовували Аль-Мамору в якості своєї бази. Серед новоприбулих було багато не тільки маврів-морисків, але й європейців, переважно протестантів — англійців і голландців, які ворогували з іспанцями. Наприкінці XVI століття між католицькою Іспанією та двома протестантськими країнами — Англією і Нідерландами точились затяжні війни, під час яких і Англія і Нідерланнди залучали до боротьби з іспанцями каперів і приватирів, які діяли на підставі патентів, що видавались цими державами приватним особам. Але в 1604 році Іспанією було укладено Лондонський мирний договір з Англією, а в 1609 році Дванадцятирічне перемир'я з Нідерландами. Обидві ці угоди містили в собі положення, які припиняли війну між країнами на морі і забороняли каперство. Таким чином і англійські і голландські капери, що довгий час жили за рахунок нападів на іспанські кораблі, майже водночас зіткнулись з необхідністю або припинити свою прибуткову діяльність або опинитись поза законом у власних країнах. Багато з досвідчених англійських і голландських каперів обрали третій шлях — вони перебрались на північноафриканське берберське узбережжя і продовжили звідти нападати на іспанські судна під захистом інших, зокрема мусульманських держав.

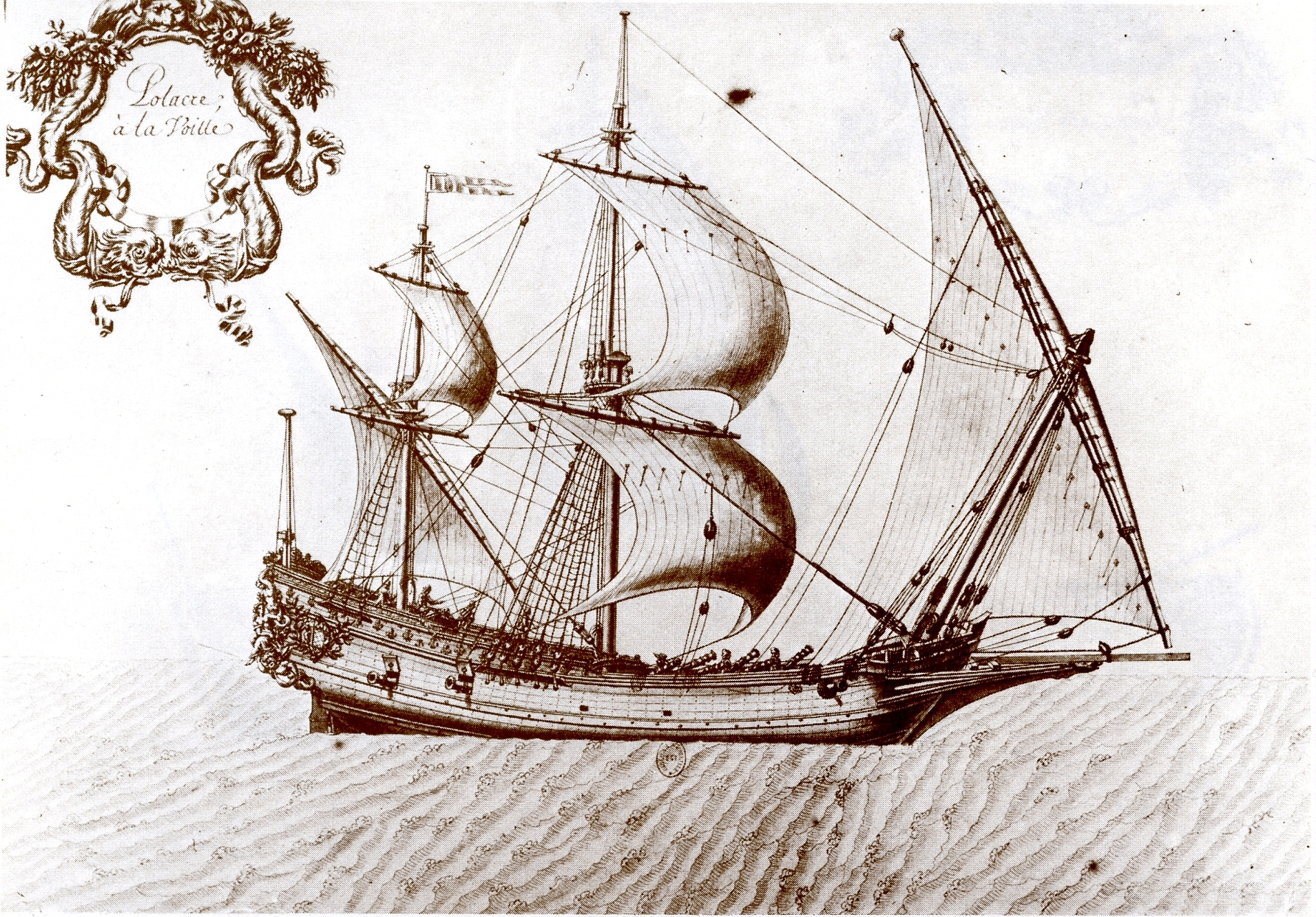
Полакка (Jean Joule, 1679). Цей тип корабля активно використовувався берберськими піратами XVII ст., і, зокрема піратами Республіки Сале

Значна кількість англійських та голландських каперів знайшла притулок в марокканському портовому місті Аль-Мамора, що було справжнім піратським осередком. Проте після завоювання іспанцями Аль-Мамори в 1614 році, ці пірати були змушені шукати собі нового прихистку і більшість з них перебрались в Нове Сале. Тут їх тепло зустріли андалузські мориски і вони оселилися з ними біля підніжжя Касби, охоче погодившись з гегемонією орначерос. Таким чином усього за кілька років лівий берег річки Бу-Регрег перетворився на осередок моряків і шукачів пригод різних національностей. Один голландський капітан в 1617 році так описував розвиток місцевого флоту:
«Лише рік тому маври Сале не мали кораблів. Тепер у них у морі чотири кораблі. Вони стануть дуже сильними, якщо проти них не вжити жодних заходів».
Багатство та підприємницький дух європейських каперів у поєднанні хоробрістю та прагненням помсти іспанцям андалузців, розумним наймом в свої лави іноземних ренегатів, безжальним використанням християнських рабів для найважчих робіт на галерах і марокканських тубільців як воїнів були джерелом успіху піратської діяльності в Новому Сале.
У 1619 році в Сале перебрався з Алжиру голландський капер-ренегат Ян Янсзон, що навернувся в іслам і взяв ім'я Мурат-реїс. Незабаром його було обрано адміралом піратського флоту Нового Сале. Фінансовий розвиток Нового Сале значною мірою був зумовлений лідерськими якостями Янсзона. Захоплені товари — золото, срібло, прянощі, тканини, раби та багато інших цінних товарів доставлялось до міста піратами після нападів на торгові кораблі та пограбувань прибережних європейських міст. Підраховано, що між 1618 і 1626 роками пірати Сале захопили товарів на 15 мільйонів фунтів і поневолили 6000 людей, що становить приблизний еквівалент 3 млрд євро.

### Утворення республіки

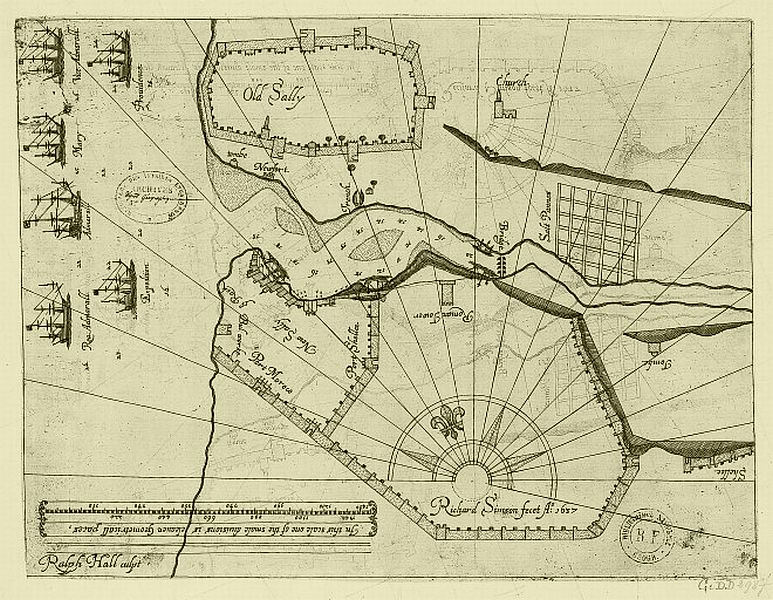
Старе Сале, Нове Сале і Касба

Пірати, що оселились в Новому Сале, процвітали. Хоча головною жертвою їх операцій були узбережжя Іспанії та Португалії, вони розширили свої операції по всьому Атлантичному океану і запливали аж до Ісландії. Оскільки в Марокко з 1603 року йшла довга громадянська війна між кількома претендентами на трон і влада султана була слабкою, місто тішилось фактичною автономією.
В 1624 році султан Марокко Зідан Абу Маалі здійснив невдалу спробу підпорядкувати собі місто, після чого був змушений визнати політичну автономію Сале, хоча місто продовжувало сплачувати султану данину в розмірі 10 % від доходів. Всупереч поширеній думці, що султан повернув собі суверенітет над Сале і у 1624 році призначив Янсзона губернатором, схоже, що султан був змушений визнати вже наявний факт обрання Янсзона, лише формально призначивши його своїм губернатором, щоб зберегти принаймні видимість своєї влади над містом..
Сам термін «Сале» в ті часи служив для назви співтовариства, утвореного трьома містами. Крім власне Старого Сале (сучасне Сале), до складу республіки входили Нове Сале (Рабат) і Касба Удая. Старе Сале на правому березі річки залишалось переважно традиціоналістським містом з корінним арабським та єврейським населенням і ісламськими школами, яким керували релігійні марабути, тоді як Нове Сале і Касба на лівому березі Бу-Регрег були піратським осередком, населення якого складалось з іспанських морисків і європейських ренегатів та шукачів пригод усіх мастей.

### Отримання повної незалежності

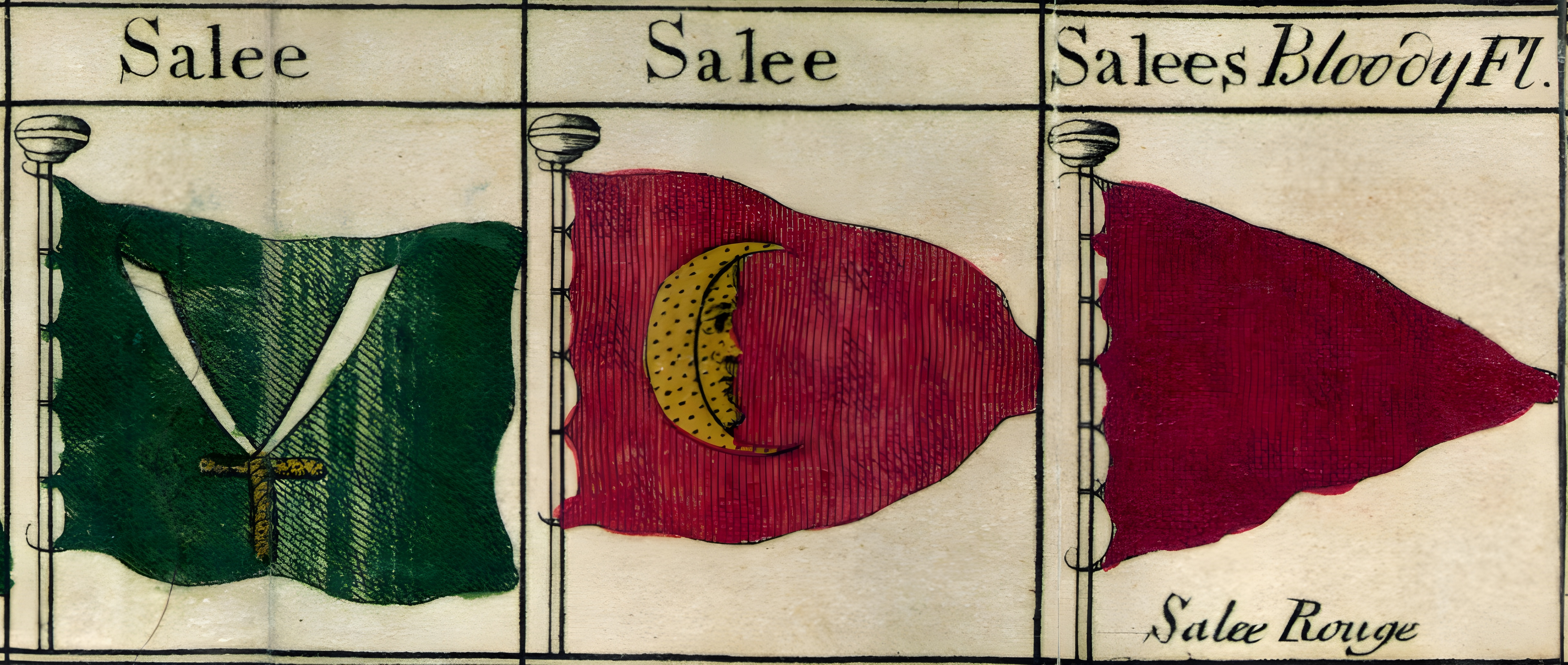
Флаги Республіки Сале. В центрі — знамените зображення «людини-місяця», що наводило жах на кораблі в Атлантичному океані

9 квітня 1627 року в Марракеші стався землетрус, а 21 квітня пройшов град розміром з яйце, деякі з яких пробили стелі наметів. Ці події вважали поганою ознакою, які спровокували заворушення. У квітні 1627 року, коли Ян Янсзон здійснював рейд на Ісландію, колишній каїд Азаммура, марабут і джихадист Сіді аль-Аячі підняв повстання проти Ахмада аль-Мансура і на чолі зі своїми марабутами захопив владу в Старому Сале. Сіді аль-Аячі відмовився сплачувати данину султану і оголосив напівнезалежну до того республіку повністю незалежною державою. Через зміну політичної ситуації, Ян Янсзон незабаром після повернення до Сале з рейду на Ісландію покинув республіку і перебрався зі своєю родиною в Алжир.

### Система управління
Мешканці лівобережжя річки Бу-Регрег (Касби і Нового Сале) проголосили республіку, керовану радою або Диваном — урядом, сформованим із 12-14 знатних представників, члени якого щорічно в травні обирали алькальда (губернатора або коменданта фортеці). У перші роки існування республіки (між 1627 і 1630) Диван контролювали виключно «орначеро» (вихідці з Орначоса в Естремадурі, що прибули в Сале першими і мешкали в Касбі), що викликало незадоволення серед зростаючої кількості «андалузців» — морисків з Андалусії (що прибули пізніше і переважно оселились в Новому Сале). Після кровопролитних зіткнень, у 1630 році була досягнута угода щодо порядку урядування: алькальда мали обирати андалузці, а до нового Дивану обиралось 16 членів, по 8 від кожної з громад (андалузців і орначеро).

### Дипломатичні зв'язки

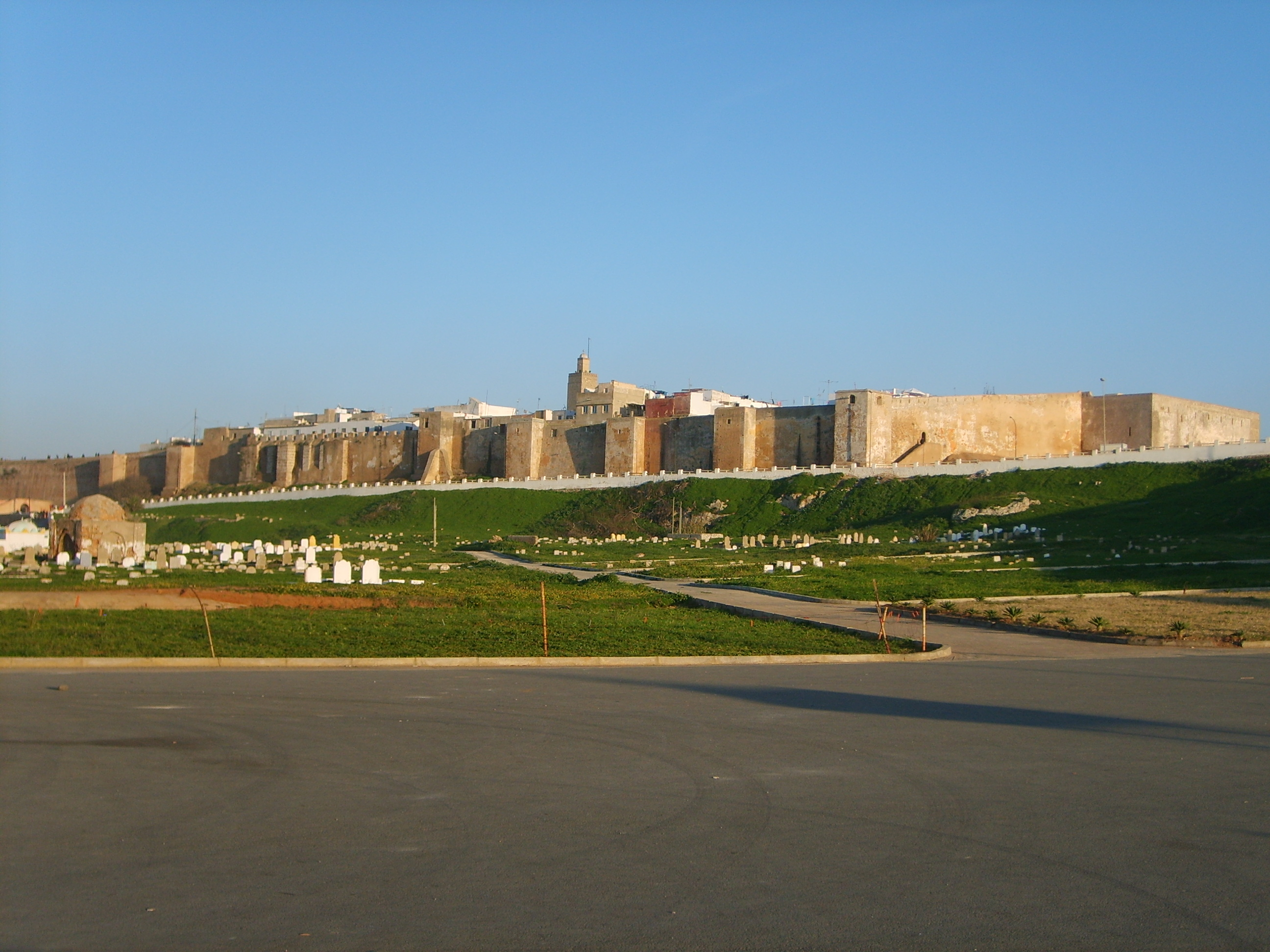
Касба Удая в Новому Сале (Рабаті). Вид з суші

Вже через місяць, у травні 1627 року британський дипломат Джон Гаррісон уклав договір із Сіді аль-Аячі. Голландці також надали рішучу підтримку Сіді аль-Аячі, постачаючи йому зброю. Аль-Аячі надіслав своїх представників (ймовірно, европейців-ренегатів) до двору короля Англії Карла I — Мохаммеда бен Саїда (Лопес де Запар) у 1627 році, Ахмеда Нараваеса в тому ж році та Мохаммеда Клафішу в 1629 році. Таким чином піратська республіка Сале на чолі з Сіді аль-Аячі отримала визнання низки європейських держав і у старому кварталі сучасного Рабата до сьогодні збереглася «Вулиця Консулів», де в часи Республіки Сале розміщувалися дипломатичні представництва Англії, Франції та Нідерландів.

### Конфлікт з завією Діли
1637 року титул шейха завії (суфійського братства) Діли успадкував Мухаммед аль-Хадж. На чолі завії Діли аль-Хадж почав захоплювати значні території на півночі Марокко. Він встановив свою владу над берберами долини річки Мулуя, зайняв провінцію Тадела, 26 жовтня 1638 року у битві біля Ваді'л-Абід завдав поразки султану і в 1640 році захопив Мекнес.
В 1640 році в Республіці Сале виник конфлікт між марабутами на чолі з Сіді аль-Аячи з Сале і андалузськими морисками з Нового Сале. Муджахири завії Діли спробували втрутились в цей конфлікт, але перша кампанія була невдалою для війська Діли. Проте вже в квітні 1641 року завії Діли вдалось нав'язати Республіці Сале свою релігійну гегемонію. Сіді аль-Аячі вигнали з міста, а 30 квітня 1641 його було вбито.

### Під владою завії Діли

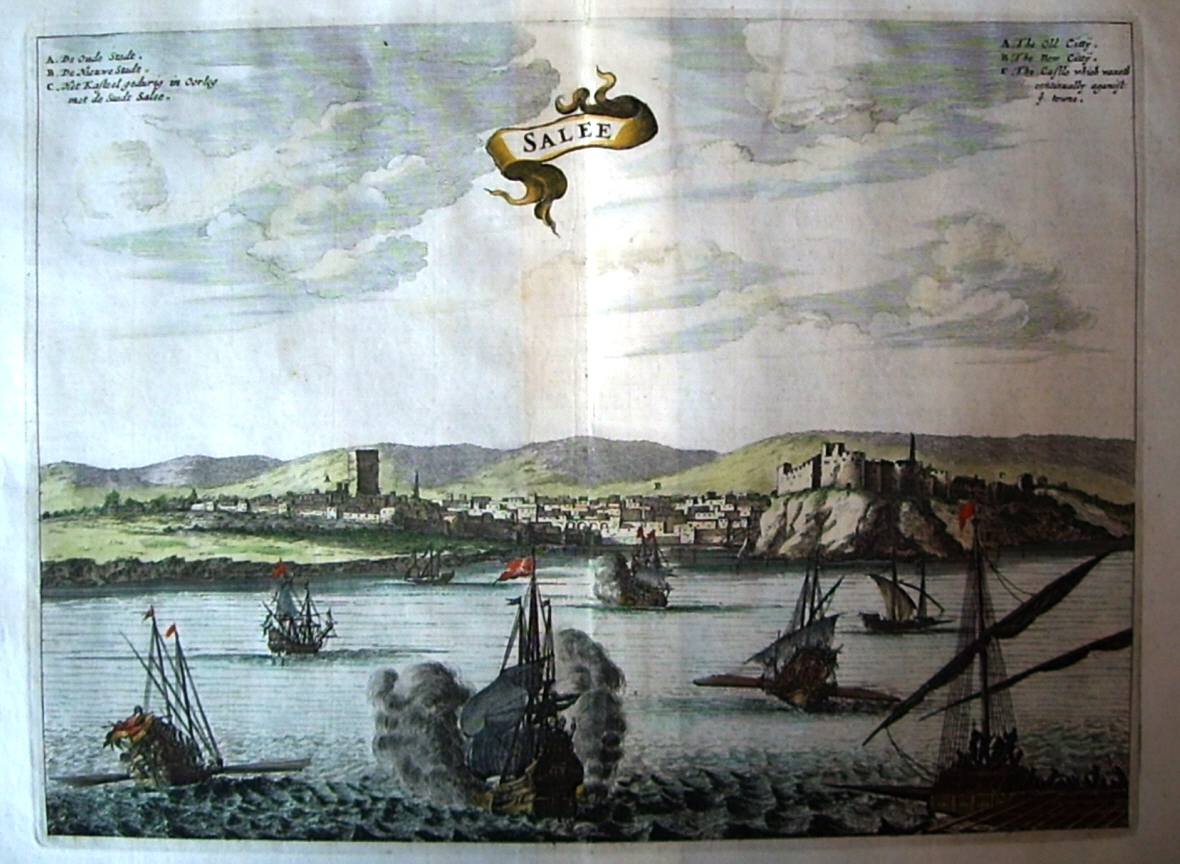
Вид на Сале. 1670 р.

Під владою завії Діли республіка Сале зберігла свою автономію, але була змушена сплачувати Ділаїтам данину і вони призначили свого каїда (губернатора). Підпорядкування Республіки Сале надало Мухаммеду аль-Хаджу флот та постійну данину зі здобичі від піратських нападів. 1643 року Мухаммед аль-Хадж приборкав в Сале повстання андалузських морисків, що намагалися отримати допомогу від османів та Саадитів.
У 1644 році правління в усіх трьох містах республіки Сале було зосереджено в руках сина марабута Діли, Сіді Абдаллаха, якого називали «принцем Сале». Автономія корсарів внаслідок їх власної роздробленості стала ще більш обмеженою. Хоча республіка формально продовжувала існувати, найважливіші рішення мали бути затверджені «принцом Сале» від імені шейху Діли. Влада завії Діли поступово зміцнювалася, і в 1651 р. вона була вже абсолютною в усьому регіоні. В 1659 році, після смерті останнього саадитського султана Ахмада II, шейх завії Діли Мухаммед аль-Хадж оголосив себе новим султаном Марокко.
Кінець незалежності республіки Бурегрег поклав інший претендент на трон султана Марокко - раїс ель-Хадира Гайлан, який в 1660 році оточив  місто. Після чотирьохрічної облоги міста, в 1664 році Касба перейшла під його контроль.

### Ліквідація республіки
У 1666 році ще одним альтернативним султаном оголосив себе Мулай ар-Рашид з династії Алавітів, який 1667 року захопив Фес і розпочав війну з військами Діли. Під час цієї війни він захопив міста Нове Сале і Сале та остаточно поклав край незалежності республіки. 18 червня 1668 року в битві біля Батн-аль-Румман (Середній Атлас) Мулай ар-Рашид завдав армії Діли нищівної поразки та об'єднав усю територію Марокко під своєю владою, після чого республіка Сале остаточно припинила своє існування.
Ліквідація політичної автономії, однак, не поклала кінець діяльності піратів Сале і піратство як комерційна діяльність міста, хоч і занепадало, але залишалося у Сале ще довго після того, як республіка припинила своє існування.

## Піратство

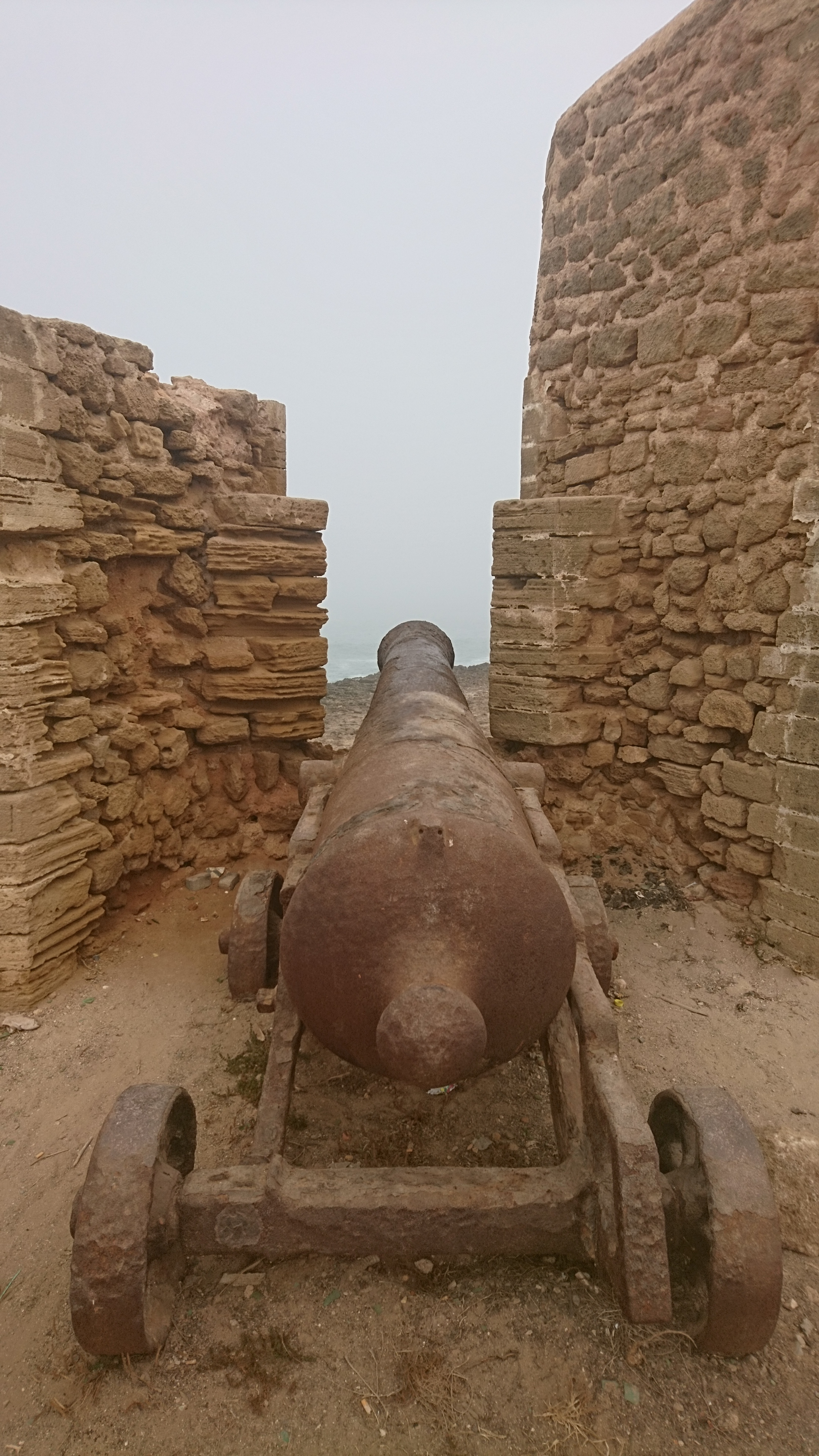
Гармата часів корсарської Республіки в Сале

Згідно зі звітом отця П'єра Дана в його «Історія Берберії та її корсарів» (фр. Histoire de Barbarie et de ses corsaires), написаній в 1637 році, піратство в Сале почалося з прибуттям маврів (морисків) з Іспанії, багатство яких дозволило їм придбати кілька кораблів. На них вони виходили в море, нападаючи переважно на іспанські кораблі і віддавали 10 % від своєї здобичі (як товарів, так і полонених рабів) султанам Саадитам, перш ніж вони успішно повстали проти їх влади.

## У масовій культурі
Персонаж Робінзон Крузо в однойменному романі Даніеля Дефо, перед тим як потрапити на безлюдний острів проводить два роки у полоні піратів в Сале.
Письменник-анархіст Пітер Ламборн Вілсон присвячує Республіці Сале велику частину своєї книги 1995 року «Піратські утопії: мавританські корсари та європейські ренегати». На думку Вілсона, такі піратські анклави, як Сале, були ранніми формами автономних протоанархістських суспільств, оскільки вони діяли поза межами досяжності урядів і користувалися необмеженою політичною свободою.